# Teofil Adamecki
Teofil Adamecki (ur. 12 grudnia 1886 w Marklowicach Dolnych, zm. 5 grudnia 1969 w Bielsku-Białej) – polski prawnik i działacz społeczny.

## Życiorys
Urodził się 12 grudnia 1886 w Marklowicach Dolnych, w rodzinie Bernarda (1858–1924), rolnika, i Józefiny z d. Kijonka (1860–1922). Był bratem Bernarda Antoniego, oficera Wojska Polskiego.
Miał wykształcenie prawnicze. Był absolwentem Uniwersytetu Jagiellońskiego. Prezes organizacji studenckiej „Znicz”, skupiającej młodzież akademicką Śląska Cieszyńskiego. Po ukończeniu studiów pracował w Cieszynie.
Po I wojnie światowej członek Rady Narodowej Księstwa Cieszyńskiego, aż do jej likwidacji. Był także dyrektorem Izby Przemysłowo-Handlowej w Bielsku (do końca 1938), wykładowcą ekonomii w Średniej Szkole Handlowej w Białej, prezes Towarzystwa Turystycznego w Bielsku-Białej (1933–1938).
Po II wojnie światowej współorganizator i pierwszy prezes Towarzystwa Miłośników Ziemi Bielsko-Bialskiej.
Dwukrotnie żonaty. Od 6 maja 1915 był mężem Stefanii Marii z d. Guziur (1895–1918), a od 4 września 1920 Elżbiety z d. Guziur (1899–1977).
Zmarł 5 grudnia 1969 w Bielsku-Białej. Pochowany na cmentarzu Parafii Katedralnej św. Mikołaja w Bielsku-Białej (sektor 3-3-3).

## Ordery i odznaczenia
- Krzyż Oficerski Orderu Odrodzenia Polski (27 listopada 1929)[4]